# Eburia clara
Eburia clara là một loài bọ cánh cứng trong họ Cerambycidae.